# Tamara de Lempicka
Tamara Łempicka (rojena Tamara Rozalia Gurwik-Górska; bolj znana kot Tamara de Lempicka, poljska slikarka, * 16. maj 1898, Varšava, Ruski imperij, † 18. marec 1980, Cuernavaca, Mehika
Najbolj znana je po svojih izpopolnjenih art déco portretih aristokratov in bogatih ter po zelo stiliziranih slikah aktov. Svoje delovno življenje je preživela v Franciji in ZDA. 
Lempicka, rojena v Varšavi, se je za kratek čas preselila v Sankt Peterburg, kjer se je poročila z uglednim poljskim odvetnikom, nato pa odpotovala v Pariz. Slikarstvo je študirala pri Mauriceu Denisu in Andréju Lhoteju. Njen slog je bil mešanica poznega, prečiščenega kubizma in neoklasicističnega sloga, še posebej navdihnjenega z delom Jean-Dominiquea Ingresa.  Bila je aktivna udeleženka umetniškega in družabnega življenja Pariza med vojnama. Leta 1928 je postala ljubica barona Raoula Kuffnerja, bogatega zbiratelja umetnin iz nekdanje Avstro-Ogrske. Po smrti svoje žene leta 1933 se je leta 1934 baron poročil z Lempicko, nato pa je v tisku postala znana kot Baronica s čopičem.
Po izbruhu druge svetovne vojne leta 1939 sta se z možem preselila v ZDA, kjer je slikala portrete slavnih ter tihožitja in v 1960-ih nekaj abstraktnih slik. Njeno delo je po drugi svetovni vojni izginilo, a se je vrnilo v poznih 1960-ih s ponovnim odkritjem Art déco. Leta 1974 se je preselila v Mehiko, kjer je umrla leta 1980. Na njeno zahtevo je bil njen pepel raztresen po vulkanu Popocatépetl.

## Zgodnje življenje

### Varšava in Sankt Peterburg (1898–1917)
Rodila se je 16. maja 1898 v Varšavi, takrat v Kongresni Poljski Ruskega imperija. Njen oče je bil Boris Gurwik-Górski, ruski judovski odvetnik francoske trgovske družbe, njena mati pa Malwina Dekler, poljska družabnica, ki je večino svojega življenja živela v tujini in ki je srečala moža v enem od evropskih zdravilišč. Ko je bila stara deset let, ji je mama naročila pastelni portret pri uglednem lokalnem umetniku. Prezirala je poziranje in bila nezadovoljna s končanim delom. Vzela je pastele, portretirala mlajšo sestro in naredila svoj prvi portret.
Leta 1911 so jo starši poslali v internat v Lozani v Švici, vendar ji je bilo dolgčas in se je pretvarjala, da ji je dovoljeno zapustiti šolo. Namesto tega jo je babica peljala na turnejo po Italiji, kjer je razvila zanimanje za umetnost. Po ločitvi staršev leta 1912 se je odločila, da bo poletje preživela pri svoji premožni teti Stefi v Sankt Peterburgu. Tam se je leta 1915 srečala in zaljubila v uglednega poljskega odvetnika Tadeusza Łempickega (1888–1951). Njena družina mu je ponudila veliko doto in poročila sta se leta 1916 v kapeli malteških vitezov v Sankt Peterburgu.
Ruska revolucija novembra 1917 jima je onemogočila udobno življenje. Decembra 1917 je tajna policija ČEKA sredi noči aretirala Tadeusza Łempickega. Tamara ga je iskala v zaporih in s pomočjo švedskega konzula, ki mu je ponujala usluge, zagotovila njegovo izpustitev. Odpotovala sta v København, nato v London in na koncu v Pariz, kjer je našla zatočišče tudi Tamarina družina.

## Kariera

### Pariz (1918–1939)
V Parizu so Łempickijevi nekaj časa živeli od prodaje družinskih draguljev. Tadeusz se je izkazal, da noče ali ne najde ustreznega dela. Njuna hči, Maria Krystyna Kizette, se je rodila okoli leta 1919, kar je povečalo njihove finančne potrebe. Lempicka se je na predlog svoje sestre odločila postati slikarka in je študirala tako na Sankt Peterburški umetniški akademiji kot na Académie de la Grande Chaumière pri Mauriceu Denisu in nato pri Andréju Lhoteju, ki naj bi imel večji vpliv na njen slog.  Njene prve slike so bila tihožitja in portreti njene hčere Kizette in njene sosede. Svoje prve slike je prodala prek Galerie Colette-Weil, kar ji je omogočilo, da je razstavljala v Salonu neodvisnih, Salon d'automne in Salonu des moins de trente, za perspektivne mlade slikarje. Na Salonu d'automne je prvič razstavljala leta 1922. V tem obdobju se je podpisala pod slike Lempitzki - moško obliko svojega imena.
Njen preboj se je zgodil leta 1925 na Mednarodni razstavi moderne dekorativne in industrijske umetnosti, ki je pozneje dala ime slogu Art déco. Svoje slike je razstavljala na dveh glavnih prizoriščih, Salon des Tuileries in Salon des femmes peintres. Njene slike so opazili ameriški novinarji iz Harper's Bazaar in drugih modnih revij, njeno ime pa je postalo znano. Istega leta je imela prvo večjo razstavo v italijanskem Milanu, ki jo je organiziral grof Emmanuele Castelbarco. Za to razstavo je Lempicka v šestih mesecih naslikala 28 novih del. Med italijansko turnejo si je vzela novega ljubimca, markiza Sommija Picenardija. Povabljena je bila tudi k slavnemu italijanskemu pesniku in dramatiku Gabrieleu d'Annunziju. Dvakrat ga je obiskala v njegovi vili ob Gardskem jezeru, da bi naslikala njegov portret; on pa je bil pripravljen na zapeljevanje. Po njenih neuspešnih poskusih, da bi zagotovila naročilo, je odšla jezna, medtem ko je d'Annunzio prav tako ostal nezadovoljen.

Leta 1927 je Lempicka za portret Kizette na balkonu osvojila prvo veliko nagrado, prvo nagrado na Exposition Internationale des Beaux Arts v Bordeauxu v Franciji. Leta 1929 je še en portret Kizette ob prvem obhajilu osvojil bronasto medaljo na mednarodni razstavi v Poznanu na Poljskem. Leta 1928 se je ločila od Tadeusza Łempickega. Istega leta je spoznala Raoula Kuffnerja, barona nekdanje Avstro-Ogrske in zbiratelja umetnin. Njegov naslov ni bil starodaven; njegovi družini je naslov podelil zadnji avstro-ogrski cesar Franc Jožef I., ker je bila Kuffnerjeva družina dobavitelj govedine in piva na cesarskem dvoru. Bil je lastnik posesti velikega obsega v vzhodni Evropi. Naročil ji je, da naslika njegovo ljubico, špansko plesalko Nano de Herrero. Lempicka je dokončala portret (ki de Herreri ni bilo ravno laskav) in zasedla mesto Herrere kot baronove ljubice. Kupila je stanovanje na ulici Méchain v Parizu in ga dala urediti modernističnemu arhitektu Robertu Mallet-Stevensu in svoji sestri Adrienne de Montaut. Pohištvo je bilo Reneja Herbsta. Stroga, funkcionalna notranjost se je pojavila v revijah za dekoracijo.
Leta 1929 je Lempicka za naslovnico nemške modne revije Die Dame naslovila eno svojih najbolj znanih del, Avtoportret (Tamara v zelenem Bugattiju). Ta jo je kazal za volanom dirkalnika Bugattija, oblečeno v usnjeno čelado in rokavice ter ovito v sivo ruto, portret hladne lepote, neodvisnosti, bogastva in nedostopnosti. Pravzaprav ni bila lastnica avtomobila Bugatti; njen lastni avto je bil majhen rumeni Renault, ki so ga ukradli neke noči, ko je s prijatelji praznovala v La Rotonde na Montparnasseu.
Leta 1929 je prvič odpotovala v ZDA, da bi naslikala portret zaročenke ameriškega naftaša Rufusa T. Busha in pripravila razstavo o svojem delu na inštitutu Carnegie v Pittsburghu. Razstava je bila uspešna, a zasluženi denar je bil izgubljen, ko je banka, ki jo je uporabila, propadla po zrušitvi borze leta 1929. Portret Joan Jeffery, zaročenke Rufusa T. Busha, je bil dokončan, vendar je bil po ločitvi zakoncev shranjen leta 1932. Christies ga je prodala leta 2004 po smrti Joan (zdaj Vanderpool). Kariera Lempicke je dosegla vrhunec v 1930-ih. Slikala je portrete španskega kralja Alfonsa XIII. in grške kraljice Elizabete. Muzeji so začeli zbirati njena dela. Leta 1933 je odpotovala v Čikago, kjer so bile njene slike prikazane skupaj s slikami Georgie O'Keeffe, Santiaga Martíneza Delgada in Willema de Kooninga. Kljub veliki depresiji je še naprej prejemala naročila in svoje delo prikazovala v več pariških galerijah.
Žena barona Kuffnerja je umrla leta 1933. De Lempicka se je z njim poročila 3. februarja 1934 v Zürichu. Zaskrbljena je bila zaradi vzpona nacistov in prepričala svojega moža, da je prodal večino svojih posesti na Madžarskem, njegovo bogastvo in njegove stvari pa preselil v Švico.

### Združene države in Mehika (1939–1980)
Pozimi leta 1939, po izbruhu druge svetovne vojne, sta se Lempicka in njen mož preselila v ZDA. Najprej sta se naselila v Los Angelesu. Galerija Paul Reinhard je organizirala razstavo njenega dela. Preselila sta se na Beverly Hills, kjer sta se nastanila v nekdanji rezidenci filmskega režiserja Kinga Vidorja. Razstave njenih del so bile organizirane v galeriji Julian Levy v New Yorku, galeriji Courvoisier v San Franciscu in na umetniškem inštitutu Milwaukee, vendar niso imele uspeha, kakršnega si je nadejala. Njena hči Kizette je preko Lizbone lahko pobegnila iz okupirane Francije in se jim pridružila v Los Angelesu leta 1941. Kizette se je poročila s teksaškim geologom Haroldom Foxhallom. Leta 1943 sta se baron Kuffner in de Lempicka preselila v New York.
V povojnih letih je nadaljevala frenetično družbeno življenje, vendar je imela manj naročil za portrete v družbi. Njen slog art deco je bil v obdobju povojnega modernizma in abstraktnega ekspresionizma videti anahrono. Svojo vsebino je razširila na tihožitja in leta 1960 je začela slikati abstraktna dela in namesto svojih gladkih čopičev uporabljati paletni nož. Včasih je predelala prejšnje kompozicije v svojem novem slogu. Svež in neposreden Amethyste (1946) je postal roza in Deklica s kitaro (1963) zabrisana. Maja in junija 1961 je imela razstavo v pariški galeriji Ror Volmar, vendar ni oživila njenega prejšnjega uspeha.
Baron Kuffner je novembra 1961 umrl zaradi srčnega napada na oceanski liniji Liberté na poti v New York. Po njegovi smrti je Lempicka prodala veliko svojega premoženja in trikrat potovala po svetu z ladjo. Leta 1963 se je preselila v Houston v Teksasu, da bi bila skupaj s Kizette in njeno družino in se upokojila kot poklicni umetnik. Še naprej je prebarvala svoja prejšnja dela. Med leti 1974 in 1979 je dvakrat prebarvala svoj znani Avtoportret (1929); Avtoportret III je bil prodan, Avtoportret II pa je obesila v svojem upokojenskem stanovanju, kjer je ostal do njene smrti. Zadnje delo, ki ga je naslikala, je bila četrta kopija slike sv. Antona.
Leta 1974 se je odločila preseliti v Cuernavaco v Mehiki. Po smrti svojega moža leta 1979 se je tudi Kizette preselila v Cuernavaco, da bi skrbela za de Lempicko, katere zdravje se je slabšalo. De Lempicka je umrla v spanju 18. marca 1980. Po njenih željah je bil njen pepel raztresen po vulkanu Popocatépetl.

## Ponovno odkritje
Ponovno zanimanje za Art déco se je začelo konec 1960-ih. Retrospektiva njenega dela je bila poleti 1972 v Luksemburški galeriji v Parizu in je prejela pozitivne kritike. Po njeni smrti so bile njene zgodnje Art déco slike ponovno prikazane in kupljene. Odrsko igro Tamara je navdihnilo srečanje z Gabriele D'Annunzio in je bila prvič uprizorjena v Torontu; nato je enajst let (1984–1995) tekla v Los Angelesu na hollywoodski American Legion Post 43, s čimer je postala najdalj trajajoča predstava v Los Angelesu, v teh letih pa je bilo zaposlenih približno 240 igralcev. Predstava je bila nato producirana tudi v Seventh Regiment Armory v New Yorku. Leta 2005 je igralka in umetnica Kara Wilson uprizorila Deco Diva, scensko igro ene ženske, ki temelji na življenju Lempicke. Njeno življenje in njen odnos z enim od njenih modelov je izmišljen v romanu Ellisa Averyja The Last Nude, ki je leta 2013 prejel nagrado Ameriškega knjižničnega združenja Stonewall Book Awards Barbara Gittings za literaturo.

## Slog in predmeti
Najboljši opis dela Lempicke je bil njen lasten: »Bila sem prva ženska, ki je naredila jasne slike«, je kasneje povedala hčerki, »in to je bil izvor mojega uspeha. Med sto platni so bila moja vedno prepoznavna. Galerije so po navadi prikazovale slike v najboljših sobah, ker so privlačile ljudi. Moje delo je bilo jasno in končano. Ozrla sem se okoli sebe in videla sem samo popolno uničenje slikarstva. Banalnost, v kateri je umetnost potonila, mi je povzročala gnus. Iskala sem obrt, ki ni več obstajala; hitro sem delala z občutljivim čopičem. Iskala sem tehniko, obrt, preprostost in dober okus. Moj cilj: nikoli ne kopiraj. Ustvari nov slog s svetlečimi in briljantnimi barvami, ponovno odkrij eleganco svojih modelov.«
Bila je ena izmed najbolj znanih slikark v slogu Art déco, skupina, v kateri so bili Jean Dupas, Diego Rivera, Josep Maria Sert, Reginald Marsh in Rockwell Kent, vendar za razliko od teh umetnikov, ki so pogosto slikali velike freske z množico tem, se je skoraj izključno osredotočila na portrete.

Njen prvi učitelj na pariški akademiji Ranson je bil Maurice Denis, ki jo je poučeval po svoji proslavljeni maksimi: »Ne pozabite, da je slika, preden je vojni konj, gola ženska ali kakšna anekdota, v bistvu ravna površina, prekrita z barvami sestavljeni v določenem vrstnem redu.« Bil je predvsem dekorativni umetnik, ki jo je naučil tradicionalne slikarske obrti. Njen drugi vplivni učitelj je bil André Lhote, ki jo je naučil slediti mehkejši, bolj izpopolnjeni obliki kubizma, ki gledalca ni šokiral ali pogledal neprimerno v razkošni dnevni sobi. Njen kubizem še zdaleč ni bil tak, kot sta ga imela Pablo Picasso ali Georges Braque; zanjo je Picasso »utelešal novost uničenja«.  Lempicka je ta mehki kubizem združila z neoklasicističnim slogom, ki ga je navdihnil predvsem Ingres, zlasti njegova znamenita Turška kopel, s pretiranimi akti, ki so se natlačili na platnu. Na njeno sliko La Belle Rafaëlla je Ingres še posebej vplival. Lempickina tehnika je bila po Ingresu čista, natančna in elegantna, a hkrati nabita s čutnostjo in sugestijo. Kubistični elementi njenih slik so bili običajno v ozadju, za Ingresovimi figurami. Gladke teksture kože in enako gladke, svetleče tkanine oblačil so bili prevladujoči elementi njenih slik.
Znana predvsem po portretih bogatih aristokratov, slikala je tudi zelo stilizirane akte.  Akti so običajno ženske, ne glede na to, ali so upodobljene same ali v skupinah; Adam in Eva (1931) ima enega izmed njenih moških aktov. Po sredini 1930-ih, ko so njeni portreti v art déco izstopili iz mode, in je »resna mistična kriza v kombinaciji z globoko depresijo med gospodarsko recesijo povzročila korenito spremembo v njenem delu«, se je posvetila manj slikanju neresnih tem v istem slogu. Naslikala je številne Madone in ženske s turbani, ki so jih navdihnile renesančne slike, pa tudi žalostne teme, kot so Mati nadrejena (1935), podoba redovnice s solzo, ki se ji je kotalila po licu, in Escape (1940), ki prikazuje begunce. Med njimi je umetnostni zgodovinar Gilles Néret zapisal: »Baroničine bolj krepostne teme niso prepričljive v primerjavi s prefinjenimi in galantnimi deli, na katerih je temeljila njena nekdanja slava.« Lempicka je predstavila elemente nadrealizma na slikah, kot je Nadrealistična roka (ok. 1947), in na nekaterih njenih tihožitjih, kot je The Key (1946). Med letoma 1953 in začetkom 1960-ih je Lempicka slikala trdo obrobljene abstrakcije, ki imajo slogovno podobnost s purizmom 1920-ih. Njena zadnja dela, naslikana v toplih tonih s paletnim nožem, so običajno veljala za najmanj uspešna.

## Osebno življenje
Lempicka je zelo cenila, da si je ustvarila lastno bogastvo, rekoč: »Ni čudežev, obstaja samo tisto, kar narediš.« Ta osebni uspeh je dosegla in si ustvarila hedonističen življenjski slog, ki so ga spremljale intenzivne ljubezenske zadeve v visoki družbi. 

### Biseksualnost
Lempicka je bila biseksualna. Njene zadeve z moškimi in ženskami so potekale na način, ki je bil takrat škandalozen. V svojih portretih je pogosto uporabljala formalne in pripovedne elemente, njene študije aktov pa so vključevale teme poželenja in zapeljevanja. V 1920-ih se je v pisateljskih in umetniških krogih tesno povezala z lezbijkami in biseksualkami, med njimi Violet Trefusis, Vito Sackville-West in Colette. Povezala se je tudi s Suzy Solidor, pevko nočnega kluba v Boîte de Nuit, katere portret je kasneje naslikala.
Kizette je redko videla svojo mamo, vendar je bila ovekovečena na slikah. Lempicka je večkrat naslikala svojo edinko in pustila osupljivo portretno serijo: Kizette v roza, 1926; Kizette na balkonu, 1927; Kizette spi, 1934; Portret baronice Kizette, med drugim 1954–1955. Na drugih slikah upodobljene ženske po navadi spominjajo na Kizette.

## Zapuščina
Ameriška pevka Madonna je občudovalka in zbirateljica Lempickinih del. Madonna je Lempickino delo predstavila v svojih videospotih za Open Your Heart (1987), Express Yourself (1989), Vogue (1990) in Drowned World / Substitute for Love (1998). Slike Lempicke je uporabila tudi na snemanjih svojih svetovnih turnej 1987 Who's That Girl in 1990 Blond Ambition.
Med pomembnejšimi zbiralci Lempicke sta tudi igralec Jack Nicholson in pevka-igralka Barbra Streisand.
V knjigi Roberta Dassanowskega Telegrami iz metropole: izbrane pesmi 1980–1998 sta pesmi Tamara de Lempicka in La Donna d'Oro, posvečeni Kizette de Lempicki.
Slike Lempicke so na britanskih naslovnicah knjig Atlas Shrughed in The Fountainhead avtorice Ayn Rand.
16. maja 2018 je Google ob praznovanju 120. obletnice njenega rojstva za njo postavil temo dnevnika Google Doodle.
Julija 2018 je bil na gledališkem festivalu v Williamstownu premierno uprizorjen biografski muzikal Lempicka.

## Umetniški trg
Novembra 2019 je bila slika Lempicke La Tunique rose (1927)  prodana v Sotheby's za 13,4 milijona dolarjev. Februarja 2020 je njena slika Portrait de Marjorie Ferry (1932) postavila rekord za delo Lempicke, saj je na večerni prodaji impresionistov in moderne umetnosti v Christie's v Londonu dosegla 16,3 milijona funtov (21,2 milijona dolarjev).

### Sources
- Aldrich, Robert & Wotherspoon, Garry, eds. (2002). Who's Who in Gay and Lesbian History from Antiquity to World War II. London: Routledge. ISBN 978-0-415-15983-8.
- Bade, Patrick (2006). Tamara de Lempicka. New York: Parkstone Press. ISBN 978-1-85995-903-9.
- Birnbaum, Paula (2011). Women Artists in Interwar France: Framing Femininities. Aldershot: Ashgate. ISBN 978-0-7546-6978-4.
- Blondel, Alain (1999). Tamara de Lempicka: a Catalogue Raisonné 1921–1980. Lausanne: Editions Acatos.
- Blondel, Alain; Brugger, Ingried & Gronberg, Tag (2004). Tamara de Lempicka: Art Deco Icon. Royal Academy of Arts. ISBN 978-1-903973-43-1.
- Blondel, Alain & Lempicka, Tamara de (2004). Tamara de Lempicka: Catalogue Raisonné 1921–1979. London: Royal Academy Books.
- Claridge, Laura P. & Lempicka, Tamara de (1999). Tamara de Lempicka: A Life of Deco and Decadence. Clarkson Potter. pp. 15, 377. ISBN 978-0517705575.
- Commire, Anne, ur. (2002). »Lempicka, Tamara de (1898–1980)«. Women in World History: A Biographical Encyclopedia. Pridobljeno 23. avgusta 2016.
- Cross, Mary (2007). Madonna: A Biography. Greenwood. ISBN 978-0-313-33811-3.
- Grosenick, Uta & Becker, Ilka (2001). Women artists in the 20th and 21st century. Taschen. ISBN 978-3-8228-5854-7
- Henderson, Andrea, ur. (1998). »de Lempicka, Tamara«. Encyclopedia of World Biography. Zv. Vol. 24 (2nd izd.). Detroit: Gale Research. {{navedi knjigo}}: |volume= ima odvečno besedilo (pomoč)
- Lempicka-Foxhall, Kizette (1987).  Phillips, Charles (ur.). Passion by Design: The Art and Times of Tamara de Lempicka. New York: Abbeville Press. ISBN 9780789205032.
- Mackrell, Judith (2013). Flappers: Six Women of a Dangerous Generation. ISBN 978-0-330-52952-5.
- Mori, Gioia (2006). Tamara de Lempicka (exh. cat. ed. Milan, Palazzo Reale). Milan: Skira.
- Mori, Gioia (2006). Tamara de Lempicka. La Regina del Moderno (exh. cat. ed. Rome, Complesso del Vittoriano) (v italijanščini). Milan: Skira.
- Mori, Gioia (2011). Tamara de Lempicka the Queen of Modern: [exposition, Roma, Complesso del Vittoriano, 11 March - 10 July 2011]. Milano: Skira. ISBN 9788857209319.
- Néret, Gilles (2016). Tamara de Lempicka: 1898–1980, déesse de l'ère automobile [Tamara de Lempicka : 1898–1980, goddess of the automobile era] (v francoščini). Taschen. ISBN 978-3-8365-3225-9.
- Weidemann, Christiane; Larass, Petra & Klier, Melanie (2008). 50 Women Artists You Should Know. Prestel. ISBN 978-3-7913-3956-6